# Lucian Lipovan
Lucian Ciprian Lipovan (n. 18 septembrie 1979, Timișoara) este un  jurnalist român, acum prezentator Sport.ro și redactor-șef Pro Sport.
În ianuarie 2006 a fost numit redactor-șef adjunct la publicația ProSport, fiind redactor-șef între anii 2012 și 2014. Din 2010 este realizator al emisiunilor Ora exactă în sport, Special și Informația difuzate de Sport.ro, fiind și reporter Pro TV la EURO 2016.